# Concatedral de San Pedro de Soria
Para ver otras colegiatas bajo la misma advocación, véase Colegiata de San Pedro.
La Concatedral de San Pedro es un templo cristiano de estilo románico ubicado en la ciudad de Soria. Desde 1959 acumula el título de concatedral, fecha a partir de la cual comparte la sede catedralicia con El Burgo de Osma; hasta ese año se titulaba colegiata de San Pedro.

## Rivalidad por establecer la Sede Catedralicia
Desde sus inicios, la rivalidad entre la sede obispal de Osma y este centro religioso fue constante. Favorecidos por un rey castellano muy agradecido a la ciudad, Alfonso VIII solicitó en el siglo XIII al papa Clemente IV la categoría de ciudad para Soria y el paso de colegiata a catedral, cosa que fue concedida por bula pontifical. El cabildo catedralicio de Osma protestó y a partir de ese momento, todas las peticiones de que se le concediera a Soria una nueva sede obispal o, más drásticamente, que se trasladara la de Osma a Soria, fueron denegadas por los reyes tras consulta con los de Osma al no atreverse a hacer cambios drásticos que provocaran conflictos eclesiásticos. En realidad, el diploma que se hace corresponder al episcopado de Agustín y existente en la colegiata de Soria, que publicara Loperráez, en que el papa Clemente IV eleva la villa de Soria a la categoría de ciudad con el rango de concatedralidad con Osma es un documento falsificado, por lo que nunca se le otorgó el rango de catedral a la colegiata. Asimismo existen documentos posteriores, también falsos o manipulados, que confirman la erección de Soria en ciudad y sede episcopal. El paso de villa a ciudad se produjo en 1375, posiblemente con motivo de las bodas del infante Juan hijo del rey Enrique II.
La historia sobre el derrumbamiento de la colegiata, se hace creíble sabiendo que unos años antes el cabildo de la colegiata había solicitado al rey el traslado hacia el interior de la ciudad de la sede colegial, debido a que el centro de Soria se había ido trasladando al este y la colegiata, antiguamente central, había perdido su posición de privilegio. Se pensó en la iglesia de Santa María la Mayor hasta el punto de disputar durante siglos la dignidad de colegiata. El rey se negó aduciendo la belleza de San Pedro y su categoría de obra artística.
Tras el derrumbe el obispo Pedro Acosta se reunió con la nobleza de la ciudad y el cabildo y les ofreció cumplir el deseo inicial de trasladar la colegiata al centro de la ciudad. Dicen que es posible que el obispo pensara construir su propia sede personal allí además de su enterramiento, en una forma encubierta de trasladar la sede obispal de Osma a Soria pero estos se negaron a asumir gastos importantes y el obispo, irritado por lo que describió documentalmente como la pusilanimidad de los sorianos, aflojó la bolsa para la reconstrucción del edificio en el mismo lugar donde se encontraba pero sin gastos adicionales ni obras complementarias.
Finalmente, tras años de peticiones el 9 de marzo de 1959, el papa Juan XXIII, con la Bula Quandoquidem Animorum, concedió el título de concatedral, fecha a partir de la cual comparte la sede catedralicia con el Burgo de Osma.

## Historia

### La antigua parroquia
La primitiva iglesia pudo tener su origen en los años en que Alfonso I el Batallador, ocupado en los asuntos castellanos por su matrimonio con Urraca de Castilla, emprendió la repoblación de Soria (1109-1114). No ha quedado constancia arqueológica de la antigua iglesia pero si documental, calificada por la historiografía como «simple y rústica iglesia, [...] reducida parroquia».
En los muros exteriores de la panda norte del claustro destaca una ventana con aspecto y disposición que recuerda a los huecos dobles y triples asturianos. Aparecen tres arquillos de medio punto con arquivoltas sogeadas seguidas de otras de puntas de diamante apean sobre dos columnas centrales y sobre las jambas del hueco. Los capiteles de las dos columnas representan rudas hojas acabadas en gruesos caulículos como bolas. Además debajo hay un arco de ventana muy mutilado, que según Gaya Nuño pudo ser de herradura, y hundida en el suelo lo que parece una portada de medio punto con los apoyos enterrados. En el muro norte también destacan dos pequeñas aspilleras románicas. La orientación, configuración de los muros y restos conservados, hacen pensar de una integración del primer templo románico en el claustro del templo románico monacal. Los textos de Marrón y según una inscripción que aparece en la capilla del Azogue, sitúan la datación de esta primera iglesia a más de 800 años de su reconstrucción en 1573, es decir, hacia 770, por lo que debería ser mozárabe.
La iglesia fue donada por el concejo de Soria al obispo Juan II de Osma, el 26 de julio de 1148. En 1152, Juan, obispo de Osma, donó la iglesia a los canónigos de la regla de San Agustín y elevó la iglesia a la categoría de colegiata. Constituidos los canónigos en comunidad monástica, decidieron derribar el templo antiguo y erigir uno nuevo. Para ello contaron con el favor de los monarcas castellanos, que se fue plasmando en numerosos donativos y privilegios.

### Iglesia monacal delsigloXII

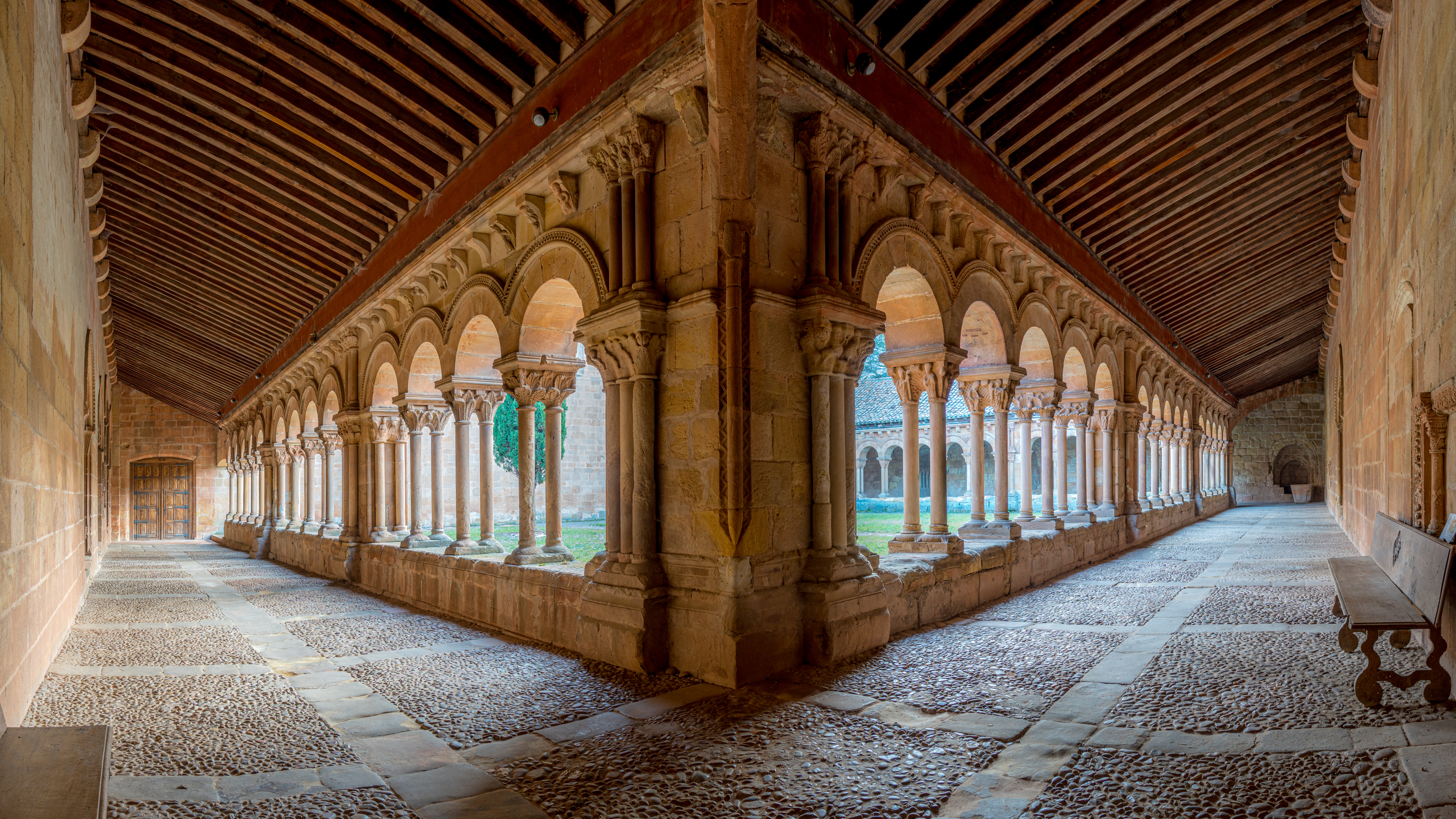
Panorama del claustro románico

Se construyó, todo nuevo y magníficamente amplio, una iglesia grandiosa dotada además de un gran claustro y de las dependencias propias de un centro monacal al norte en el mejor estilo románico imperante en la segunda mitad del siglo XII. Sin duda de tres naves, siendo la central más ancha y alta que las laterales. Puede pensarse en una planta muy próxima a las de las desaparecidas iglesias monásticas de Sahagún y Silos, basilical con crucero y cimborrio y cabecera tripartita. Tuvo un transepto tanto como el de la colegial actual, de 35 metros, siendo la iglesia mayor de Soria e incluso de la región, pues el muro de los pies se encontraba más al oeste que el actual como muestran los restos conservados.
La comunidad monástica se secularizó en 1437 y en 1467 se procedió a la apertura del hastial norte del transepto, tal y como se conserva hoy, mediante un gran arco apuntado y portada plateresca. La iglesia se hundió o desmoronó hacia 1543. Una breve reseña dice: «dicen que a instancia de una dignidad y un canónigo por hacer un altar a Nuestra Señora en un colateral junto a un pilar aunque el cantero dijo que no se atrevía, se quitó el pilar y se calló la iglesia toda».

### Colegiata delsigloXVI
Inmediatamente se iniciaron las obras de reedificación de las que se encargó el maestro Juan Martínez Mutio y San Juan de Obieto. Se siguió el modelo de la colegiata de Berlanga de Duero y se terminó sobre 1575, acabándola los hermanos Pérez de Villavid. A finales de siglo, con la construcción del campanario quedó culminada la nueva colegiata.
La iglesia renacentista se construyó con anchura igual a la longitud del crucero de la primitiva, por lo que los cerramientos laterales hubieron de desplazarse siete metros hacia el exterior. Esta operación no presentó ninguna dificultad en el lado sur libre de impedimentos, no así en el norte al que estaba adosado el claustro. Sin ningún miramiento ni aprecio por el valor de este claustro, del que Gaya Nuño ha dicho que es «el más bello de España, por la elegancia de las proporciones, la esbeltez de las arquerías y lo nuevo de la decoración», derribaron el ala meridional del mismo, y aún hay que congratularse de que no sucumbiera en su totalidad por cualquier fútil motivo.

## Exterior

### Portadas

#### Portada sur

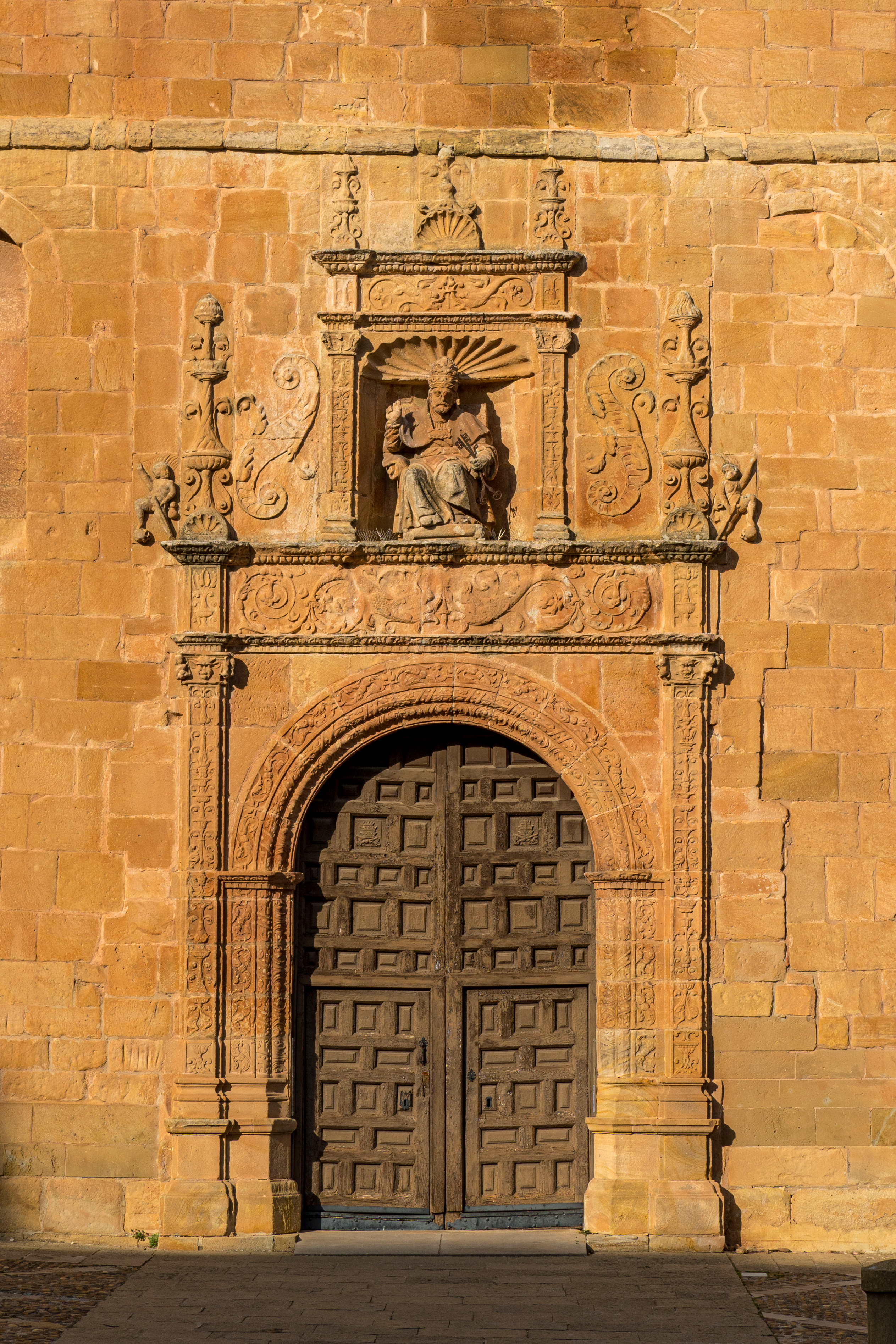
Portada sur y puerta de la colegiata de San Pedro

El aparejo románico con tres ventanales de medio punto y un óculo pertenecientes al hastial meridional del primitivo crucero encuadra la magnífica portada plateresca realizada hacia 1520. Está enmarcada por dos pilastras de orden corintio recubiertas por una rica decoración a candelieri, es decir, con elementos ornamentales que imitan candelabros. Se abre en arco de medio punto con arquivoltas y un alto friso adornados con ricas labores de grutescos que cubren toda la portada excepto las albanegas. Está presidida por la imagen de San Pedro con las llaves de la iglesia situada en una hornacina de concha achaparrada. Curiosamente la hornacina se enmarca repitiendo el modelo de la fachada con pilastras y friso. A ambos lados rematan el conjunto dos jarrones en relieve flanqueados por dos pequeños ángeles.

#### Puerta Santa
Fue la entrada principal de la Concatedral durante la época medieval en la que la Plaza Mayor estaba situada en la Plaza de San Pedro frente a la entrada principal de la primitiva colegiata románica. Entonces era el centro del casco urbano de la población con casas y palacios hoy desaparecidos. Posteriormente la Plaza Mayor se trasladó a la plaza de las Cinco Villas y ya, en el siglo XVI, a su emplazamiento actual. Con la reconstrucción de la colegiata en el siglo XVI, la puerta pasó a desempeñar un papel secundario como así atestigua la denominación de «puerta segunda o de atrás» por los historiadores y el nulo uso que ha tenido a lo largo de la historia.
Tras la elevación de rango el 9 de marzo de 1959 por el papa Juan XXIII con la Bula Quandoquidem Animorum, la puerta se convirtió en la Puerta Santa de la concatedral. La última vez que se abrió la puerta fue en el IV domingo de Adviento del año 2015 siguiendo el deseo del papa que permitió que en las iglesias se abriesen las Puertas Santas a través de las cuales los fieles pudiesen ganar la indulgencia plenaria en el Año Santo de la Misericordia.
Más sencilla y elevada que la portada sur, se abre en arco de medio punto entre dos pilastras acanaladas que sostienen un estrecho entablamiento y se sitúan sobre dos altos plintos. Se puede datar hacia la mitad del siglo XVI en el que se impone el purismo, caracterizado por una mayor austeridad decorativa. Comparándola con la portada sur se puede comprobar que hay un cierto cansancio de la exuberancia decorativa y se impone un estilo de aspecto más sereno.

#### Portada del Claustro
Al claustro, declarado monumento nacional en 1929, se accede desde una portada alzada en el ángulo suroccidental junto a la torre. Es una portada de arco de medio punto y data de comienzos del siglo XVII. Tiene arquivolta casetonada sobre jambas cajeadas y está flanqueada por dos columnas acanaladas que soportan un entablamiento y se apoyan sobre altos plintos cajeados. Se completa con medallones en las enjutas, un motivo heráldico y una hornacina superior sin escultura alguna.
También se puede acceder al claustro desde el interior de la iglesia por otra portada, situada en el ángulo suroriental, muy simple abierta en arco rebajado sin ninguna decoración.

### Torre campanario

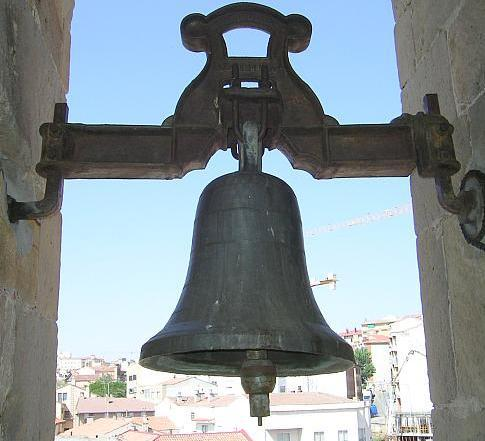
Campanillo del

La torre es de sillería y de planta sensiblemente cuadrada de tres cuerpos rematada en balaustrada con flameros. Fue levantada por Juan Ocampo. Se articula en torno a un pilar central, sobre el que reposan alternativamente las losas que conforman los escalones de acceso. Tiene dos vanos por lado, ocupados por sendas campanas, excepto en el lado norte, donde se ubica la campana mayor. Para su construcción se reutilizaron sillares del desmantelamiento de la antigua iglesia de San Miguel de Montenegro.
Otro bien de apreciable valor son las campanas, ya que nos encontramos ante uno de los conjuntos de campanas más espectaculares e importantes de las catedrales de España. De las siete campanas existentes, cinco son anteriores a 1701 y por tanto merecedoras de ser consideradas, individualmente, como bienes muebles de interés cultural, valor que se añade a la antigüedad de las campanas y a la belleza de sus melenas de madera. El campanillo, anepígrafo, esto es sin ninguna otra decoración que no sea una serie de siete finos cordones dobles, puede ser de mitad del siglo XIV (hacia 1350), por su forma y esos cordones.
Las otras cuatro campanas, tres esquilones y una romana, son del siglo XVII, y dos de ellas están lamentablemente rajadas, exigiendo una necesaria restauración. Son respectivamente de 1601, 1657, 1666 y 1700. Las dos nuevas son de 1984 y 2000 carecen de decoraciones y de inscripciones que las llenen de significado. Una de las refundidas era de 1823 y merecía ser restaurada, nada podemos decir de la otra refundida, cuya antigüedad, visto el conjunto debería ser notable.

### Restos conservados de la antigua colegiata de San Pedro
De lo que fue el conjunto monacal construido tras la conversión de San Pedro en colegiata, quedan algunos vestigios integrados en la actual iglesia. Se trata de la mayor parte del brazo sur de lo que sería el transepto, y de los muros laterales del brazo norte donde se abre la sala capitular. Son visibles desde el interior en dicho transepto, tres ventanas pertenecientes a la fábrica románica. Lo que aún permanece patente al exterior es el pequeño óculo que se abría en el primitivo frontón y hoy ha quedado en el centro del lienzo. La arquivolta de las tres ventanas va decorada en su bisel con motivos que son idénticos en las laterales a base de entrelazos y medallones, y cenefa diferente en la central. En sus jambas, columnillas con capiteles de ornamentación vegetal. Imposta inferior decorada. Otras dos ventanas, también cegadas, menos esbeltas que las anteriores se sitúan una a cada lado del lado norte.

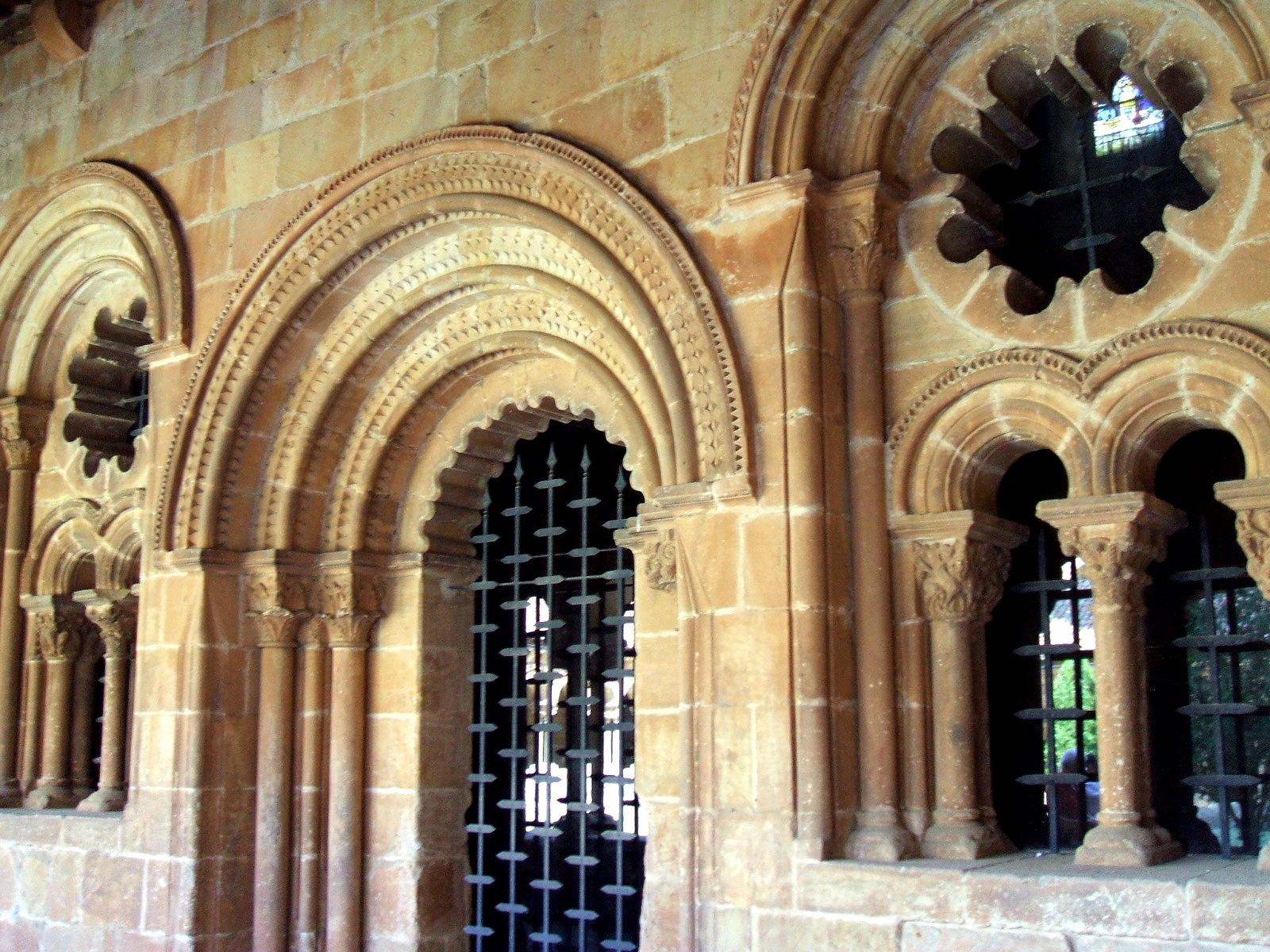
Portada de la sala capitular, desde el claustro

Fuera del templo, se conservan, además de las crujías norte, este y oeste del claustro, el frente del muro oriental del mismo. En él se abren hasta tres portadas de acceso a diferentes dependencias, entre las que se encuentra la sala capitular con una espléndida portada que da al claustro se abre en arco de medio punto con chambrana y tres arquivoltas e intradós lobulado en los extremos de cada una de las ocho dovelas que forman la rosca; a los lados de la puerta de acceso se disponen dos arcos de medio punto con arquivoltas. Cobijan sendos óculos calados lobulados y dos arquillos de herradura germinados, de evocación mozárabe, apoyados en dobles columnas, con capiteles de centauros, dragones, grifos y motivos vegetales de evocación silense.
Desvinculados a la actual construcción, y alejados unos metros del cierre oriental de la iglesia, han sido exhumados restos, recientemente restaurados, de una potente estructura arquitectónica, perteneciente al conjunto.

## Interior

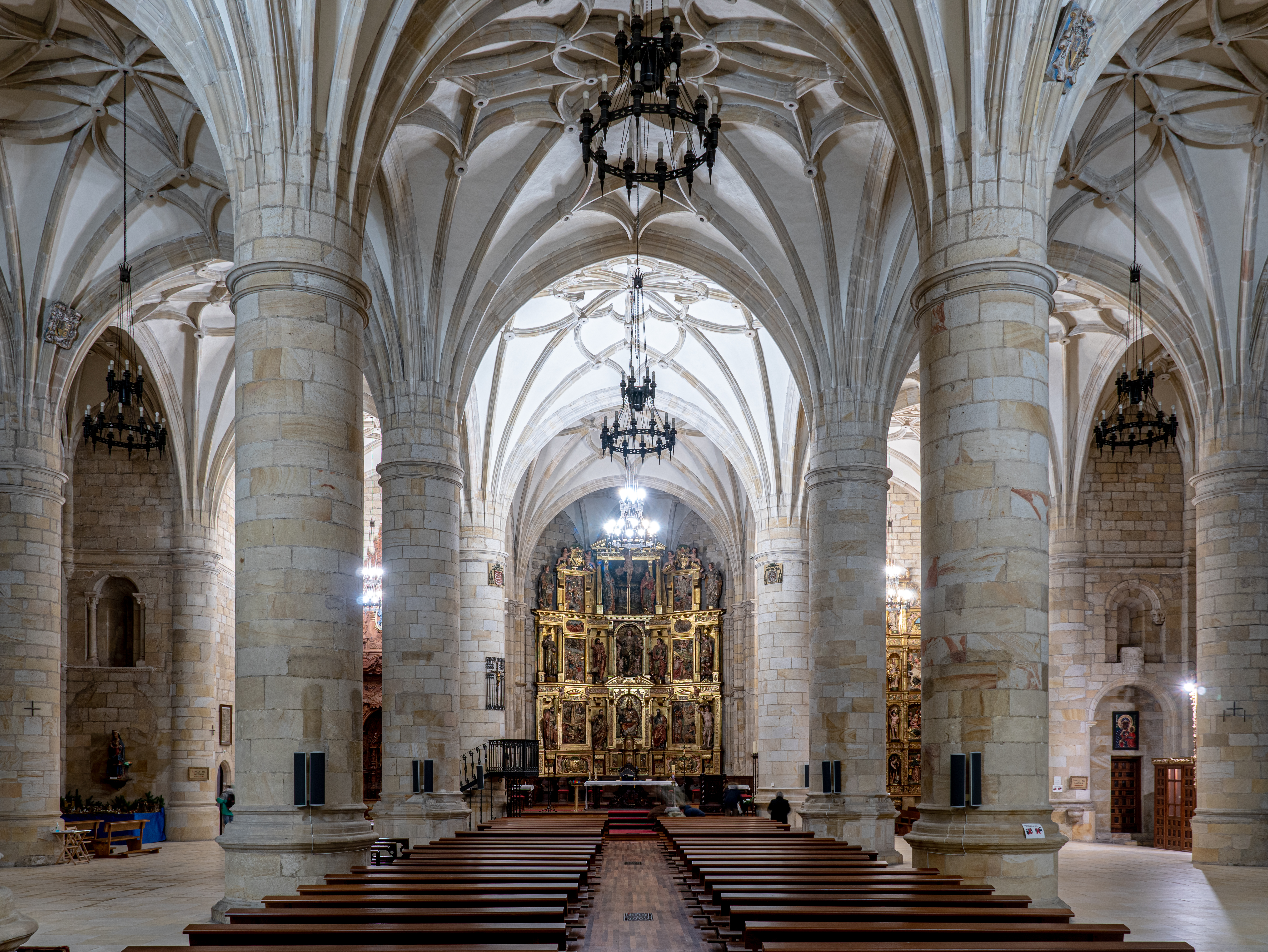
Nave y altar mayor

La iglesia es de planta de salón de cinco naves con bóvedas de crucería estrelladas de combados, soportadas por columnas dóricas de sección circular, con cabecera poligonal. Tanto la nave central como las laterales constan de cinco tramos separados por arcos fajones levemente apuntados. En las naves laterales entre los contrafuertes hay numerosas capillas. El templo se terminó bajo el mecenazgo del obispo Acosta, cuyo escudo fue esculpido en una columna en 1573. La nave mayor tiene la misma altura que las colaterales, lo que conforma un tipo de edificio conocido como «iglesia salón», muy frecuente en la primera mitad del siglo XVI en Castilla.

### Capilla Mayor

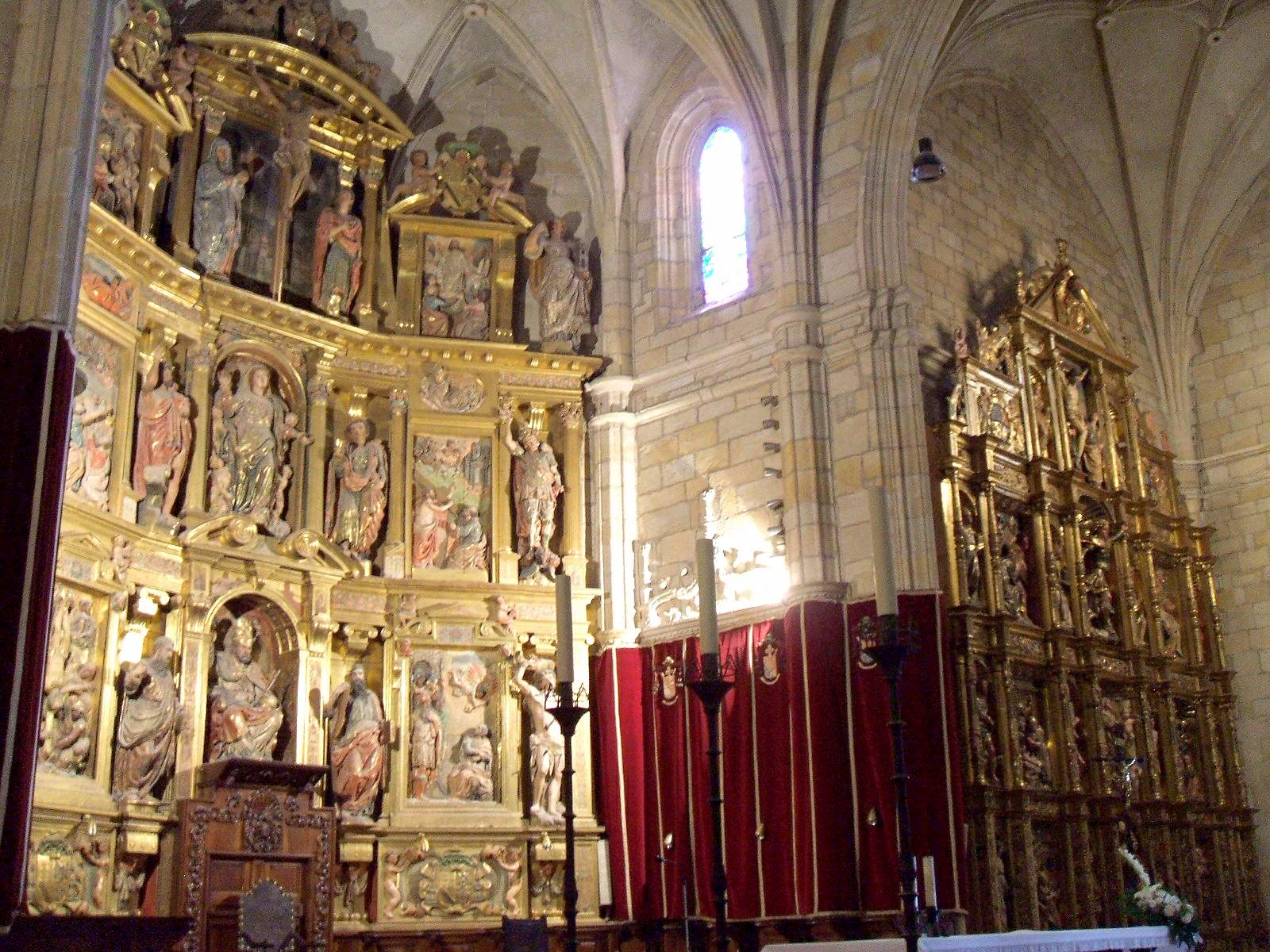
Retablo mayor

La capilla mayor, poligonal y de pequeñas dimensiones, se cubre con bóveda estrellada sobre semicolumnas y fue financiada por los linajes de Morales, Barnuevo y Don Vela como atestiguan sus escudos de armas. En los paños laterales se abren dos arcos sepulcrales de medio punto que se decoran con motivos platerescos. En ellos, según Loperráez se enterrararon los obispos de Osma, Francisco de Villafañe (m. 1635) y Jorge de Cárdenas y Valenzuela (m. 1705). Ambos arcos, acogen en la actualidad dos grandes lienzos procedentes de la ermita de San Saturio.
Todo el frente del ábside está cubierto por el retablo mayor, construido en tiempo del obispo Tello, cuyas armas se ven en la base del mismo. Es un retablo de estilo romanista de la escuela castellana en la que se aprecian influencias de Juan de Juni y Gaspar Becerra. Realizado en el siglo XVI, es obra de Francisco del Río según traza de Pedro Ruiz de Valpuesta.
El primer cuerpo es de orden jónico, conteniendo en el centro la imagen de San Pedro, sentado, flanqueado por San Pablo y San Agustín, relieves del martirio de San Pedro, la crucifixión con la cruz invertida a la izquierda y su liberación de la cárcel mamertina a la derecha. En los extremos, Santiago el Menor y San Sebastián.
El segundo cuerpo es de orden corintio en cuyo centro se halla la Asunción de la Virgen, y a sus lados San Francisco y San Juan Bautista, entre los cuales se sitúa un relieve de la predicación de los apóstoles y sobre él un óvalo horizontal con San Jerónimo, y a la derecha las figuras de San Juan Evangelista y San Miguel, colocándose un relieve del Quo Vadis entre ellos y encima un óvalo con la representación de San Agustín. También se encuentran los cuadros del encuentro de San Pedro con el Salvador a las puertas de Roma y la predicación del mismo apóstol en Jerusalén.
El ático lo preside un magnífico calvario que está flanqueado por Santa Catalina y Santa Bárbara en los extremos y en relieves intermedios la Consagración de los Obispos y la Transfiguración. Remata el conjunto el escudo del obispo Tello Sandoval sostenido por dos ángeles.
Las obras de restauración acometidas en 2009 han devuelto al retablo todo su esplendor mediante su limpieza y recuperación de las pérdidas de policromía. Además dichas obras han propiciado un importante hallazgo y la unificación del entramado original de este conjunto. Durante la restauración se descubrió un dibujo de San Saturio, patrón de Soria, y San Prudencio, su discípulo, anteriormente tapados por polvo graso acumulado, situados bajo las imágenes de San Francisco y de San Miguel. Además, la restauración ha servido para la unificación del retablo ya que tras el Concilio Vaticano II, que cambió la forma de impartir los oficios religiosos, se decidió trasladar el sagrario desde su emplazamiento original.

### Capilla absidial de San Nicolás

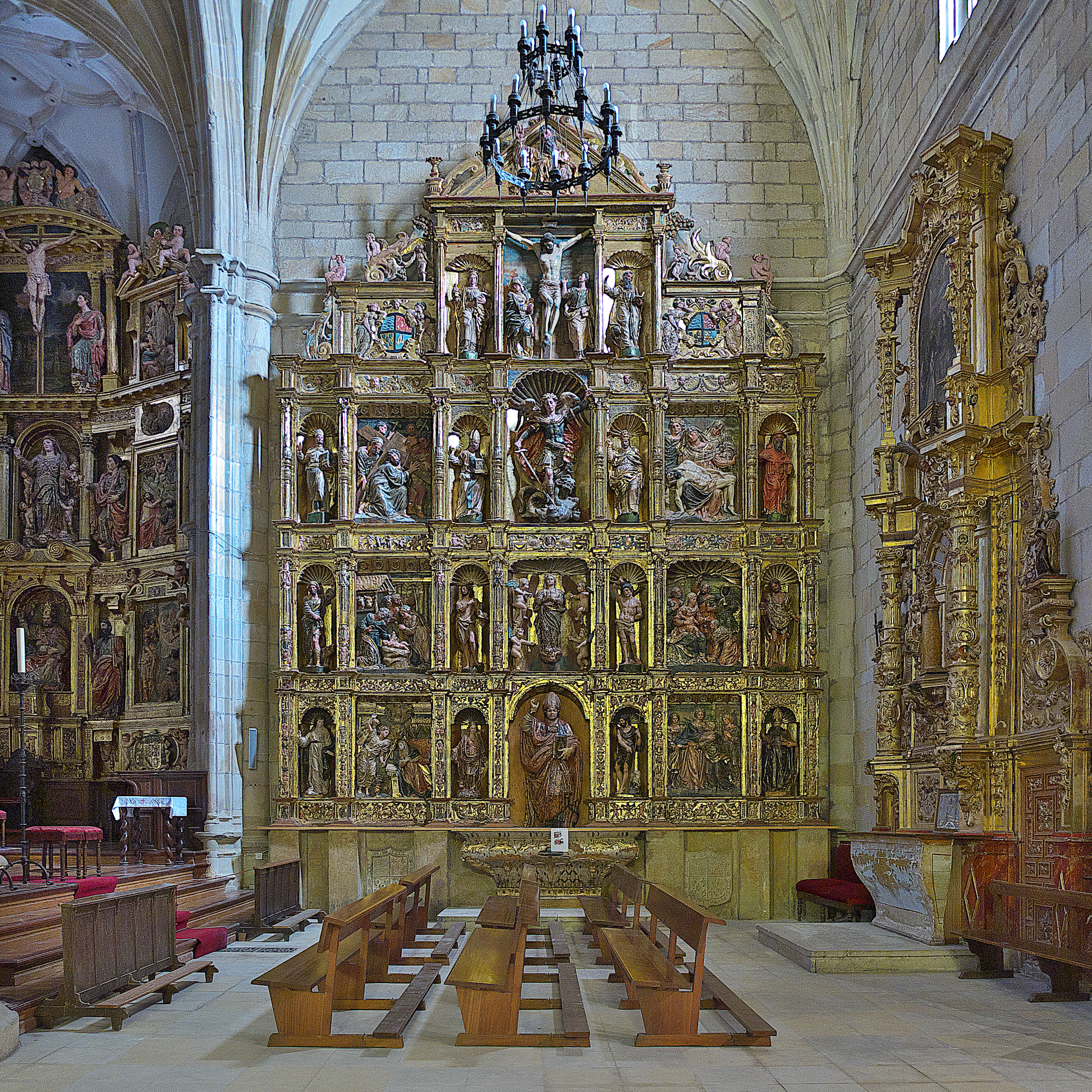
Retablo de San Nicolás

Otro retablo muy interesante es el que cubre el frente de la capilla absidial de la Epístola, plateresco de mediados del siglo XVI, procedente de la iglesia de Santa Clara, desalojado, en 1834, para uso militar. La historia de este retablo es muy interesante ya que las religiosas hablan de dos retablos y únicamente hay uno. Al montarlo debió modificarse en parte. La existencia de dos figuras de San Juan, la imagen de la Asunción, que está situada en el segundo piso, y la de San Miguel en el tercero, y que fue el titular original del retablo; hacen pensar que esta posibilidad puede ser cierta. Faltan dos tallas (San Francisco y Santa Clara) que actualmente están en el retablo del Santísimo de la iglesia de Santo Tomé.
No está documentado quién fue el autor, pero la influencia de la Escuela de Valladolid y de Felipe Vigarny a través de su discípulo Picardo es perceptible en algunos de estos relieves. Es un retablo de gran riqueza, dorado y policromado, con 20 tallas exentas y 6 altorrelieves. Consta de banco, tres cuerpos, distribuidos en tres calles y cuatro entrecalles, y ático.
La iconografía de la calle central incluye a San Nicolás, en el centro de la parte inferior, procedente de la iglesia del mismo nombre arruinada en la calle Real; sobre éste La Asunción de La Virgen, en el segundo; el Arcángel San Miguel, titular original del retablo, en el tercero, y el Calvario, en el ático.
Los trabajos de restauración realizados sobre este retablo han desvelado sobre el muro dos escudos heráldicos que podrían estar relacionados con los Doce Linajes de Soria, aunque los expertos descartan que la pareja de blasones formen parte de la egregia docena. Tras un primer estudio de los dos blasones se ha descartado que estos pertenezcan, directamente, a los Doce Linajes pero no que les una cierta relación. Se trata de dos escudos policromados, bastante bien conservados, realizados en piedra. Cada uno de ellos está sostenido por dos cabezas de ángeles.

### Capilla absidial de San Miguel

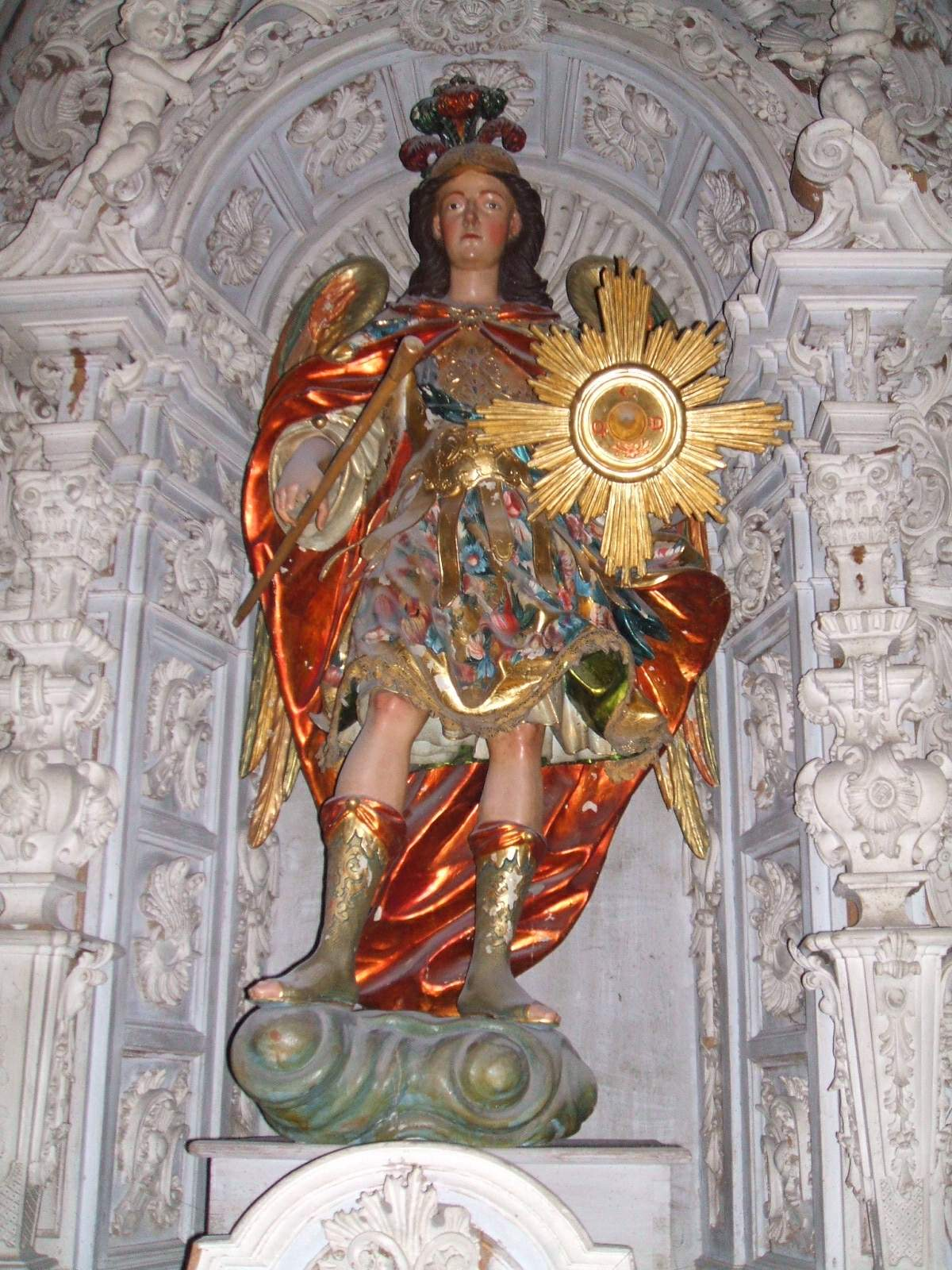
Imagen de San Miguel en el retablo de su capilla

Esta capilla realizada bajo el patronazgo de los Salcedos se encuentra en la cabecera de la nave del Evangelio. Todo el frente del muro se encuentra ocupado por el magnífico retablo de San Miguel, dedicado a los arcángeles.
Se trata de un retablo barroco de gran tamaño realizado a mediados del siglo XVIII de estilo rococó granadino. Construido en madera de pino sin dorar, fue pintado de blanco azulado hacia el año 1861 pero en la restauración acometida en 2008 se retiró esta capa de pintura, devolviéndole su color original. Está formado por un cuerpo de tres calles separadas por estípites (columnas) muy recargados y ático.
En la calle central se encuentra la hornacina en la que está situada la imagen de San Miguel Arcángel y en las calles laterales las imágenes de los arcángeles San Gabriel y San Rafael. En el ático hay una imagen de la Virgen María que representa a la Inmaculada. A ambos lados aparecen los bustos tallados de Santa María Magdalena y Santa Bárbara.

### Capilla de San Saturio
En el muro norte nos encontramos la comunicación entre el claustro y la antigua Sala Capitular, hoy capilla de San Saturio. La mayor parte del muro testero desapareció en el siglo XV al abrirse en él un gran arco apuntado de acceso a esta capilla, originariamente sala capitular de la canónica agustiniana, circunstancia por la cual le hizo perder casi totalmente su identidad románica. Esta última se convirtió en capilla bajo advocación del Santo Cristo, fundada por Rodrigo de Morales.
Tiene bóveda gótica y retablo barroco del siglo XVII de grandes dimensiones realizado para la veneración de Nuestra Señora de San Millán, nombre con el que se conoció después esta capilla. Asentado sobre sotobanco de piedra, se compone por predela, un cuerpo con tres calles y ático. Las calles se articulan por cuatro columnas corintias. En la central aparece un gran nicho de forma ovalada en el que estuvo colocada la Virgen de San Millán y ahora está ocupado por una imagen de la Inmaculada. La imagen de San Saturio cobijada por una caja lobulada vino a reemplazar a la del Santo Cristo que había antes, propiedad del caballero Rodrigo de Morales.
En el retablo aparecen representados episodios de la vida de la Virgen (la Presentación, los Desposorios...) y otras escenas de la vida de San Saturio que sustituyeron en el siglo XVIII a alguno de los lienzos dedicados a María. La capilla pasó a denominarse como Capilla de San Saturio cuando se decidió trasladar la imagen titular a otra ubicación. Nuestra Señora de San Millán fue una imagen muy venerada en esta iglesia ya que tres de las siete campanas del campanario están dedicadas a esta Virgen. La talla, que se creía milagrosa, se trajo a esta iglesia desde la desaparecida de San Millán.
En un lateral de la capilla se conserva un retablo plateresco dedicado a San Felipe y Santiago que consta de pedrela, cuerpo principal con tres calles y ático. Contiene la obra abundantes elementos ornamentales propios del Renacimiento, con motivos vegetales dorados y cabezas de angelotes. El retablo ha sido recientemente restaurado por la Junta de Castilla y León.

### Capilla de la Santísima Trinidad
En el muro testero de esta capilla se encuentra el retablo de la Santísima Trinidad asentado sobre un banco de piedra y frontón de madera que imita las labores de un cordobán. Se trata de un retablo barroco de madera dorada conformado por un marco de grandes dimensiones que encuadra una pintura. Se realizó hacia 1743 y en 1790 al enlosar la capilla en la que se encontraba se cambió de lugar, se doró y se le añadieron los costados.
Se compone de un solo cuerpo con columnas adosadas rematadas con estípites. En el centro aparece un gran nicho abocinado que alberga un lienzo que representa en la parte inferior «La predicación de San Pedro» y en la superior la escena de la «Santísima Trinidad».

### Capilla de Santa Catalina "Santo Entierro"
Esta capilla situada a los pies del lado del evangelio junto a la escalera de subida a la torre se denominó en antiguo capilla de San Miguel pero en una de las reformas de la iglesia a mediados del siglo XX en las que se quitó el coro (la sillería se encuentra en la Iglesia de Santa María la Mayor decorada con el escudo de San Pedro) se trasladó el retablo situado en el trascoro a esta capilla pasando a su actual denominación.
Un retablo barroco flanqueado por cuatro columnas salomónicas sirve como marco a un precioso cuadro pintado al óleo en el que se representa la escena del Santo Sepulcro. Presenta el momento en que el cuerpo de Cristo es depositado en el sepulcro por José de Arimatea y Nicodemo en presencia de la Virgen, San Juan y la Magdalena. La pintura, copia de la obra original del célebre Ticiano, porque en él está su firma, es idéntica a otra conservada en la Iglesia de San Juan de Rabanera.

### Capilla de Nuestra Señora del Azogue

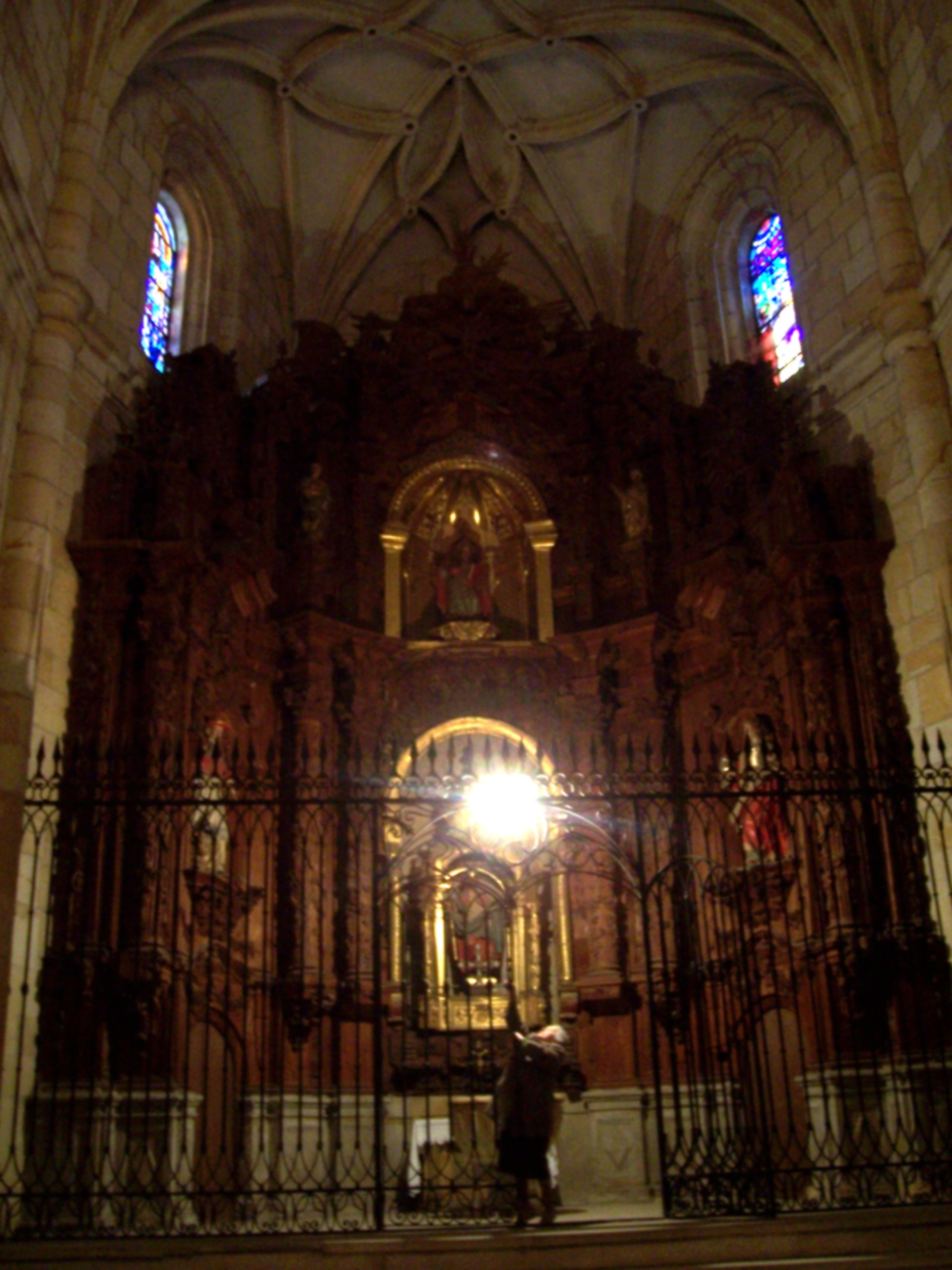
Capilla y retablo de Nuestra Señora del Azogue

En el ángulo Sudoeste de la iglesia se prolonga, a manera de colateral, la última hornacina para formar la capilla de Nuestra Señora del Azogue, la cual si bien aumenta la capacidad interior del templo, le hace perder al exterior toda su belleza. Esta capilla se cubre con bóveda de crucería al igual que el resto del templo y en uno de los arcos se puede leer la siguiente inscripción:

“En el año de 1577 se acabó de reedificar esta iglesia en el día de San Pedro de la Cátedra. Habiendo más de ochocientos años que era Iglesia”

La iglesia, hoy desaparecida, de Nuestra Señora del Azogue se localizaba en la parte de atrás de San Pedro. En 1557 fue anexionada a San Pedro y a ella se había unido primero la iglesia de San Millán. El mercado extendido por Castilla y León, donde diariamente se realizan los intercambios o la adquisición de artículos de primera necesidad, es el que en los documentos de denomina açog o açogue, término mudéjar del que se deriva el castellano azogue, cuyo diminutivo es azoguejo que significa plaza.
La capilla se separa del resto del templo por medio de una rejería traída de Aldealafuente a finales del siglo XVIII. Todo el frente está cubierto por un retablo barroco de gran tamaño de madera de pino sin dorar. Consta de tres calles y ático presentando dos puertas de entrada a la sacristía y el camarín puesto que se trata del retablo mayor, atribuido a Domingo Romero, del antiguo Convento de Nuestra Señora de la Merced trasladado en 1810 cuando los mercedarios abandonaron su convento.
En la calle central se ubica un gran nicho que alberga una talla de San Pedro bajo un pequeño y sencillo baldaquino dorado. Esta sería la hornacina en la que estaría situada la imagen de la Virgen (devuelta a los mercedarios cuando regresaron en 1814 y custodiada en la actualidad por las Siervas de Jesús en su casa-convento) y a la que se podía acceder a través del camarín. En las calles laterales aparecen las imágenes de Santa Águeda y San Jerónimo y en el ático una imagen de San Martín obispo, primer titular de la iglesia de los mercedarios. Sobre la cornisa se sitúan estatuas de reducido tamaño de San Blas, Santa Catalina y Santa Lucía. Frente al retablo se encuentra la pila bautismal, por lo que la capilla hace las funciones de baptisterio.

### Capilla de Nuestra Señora de Guadalupe

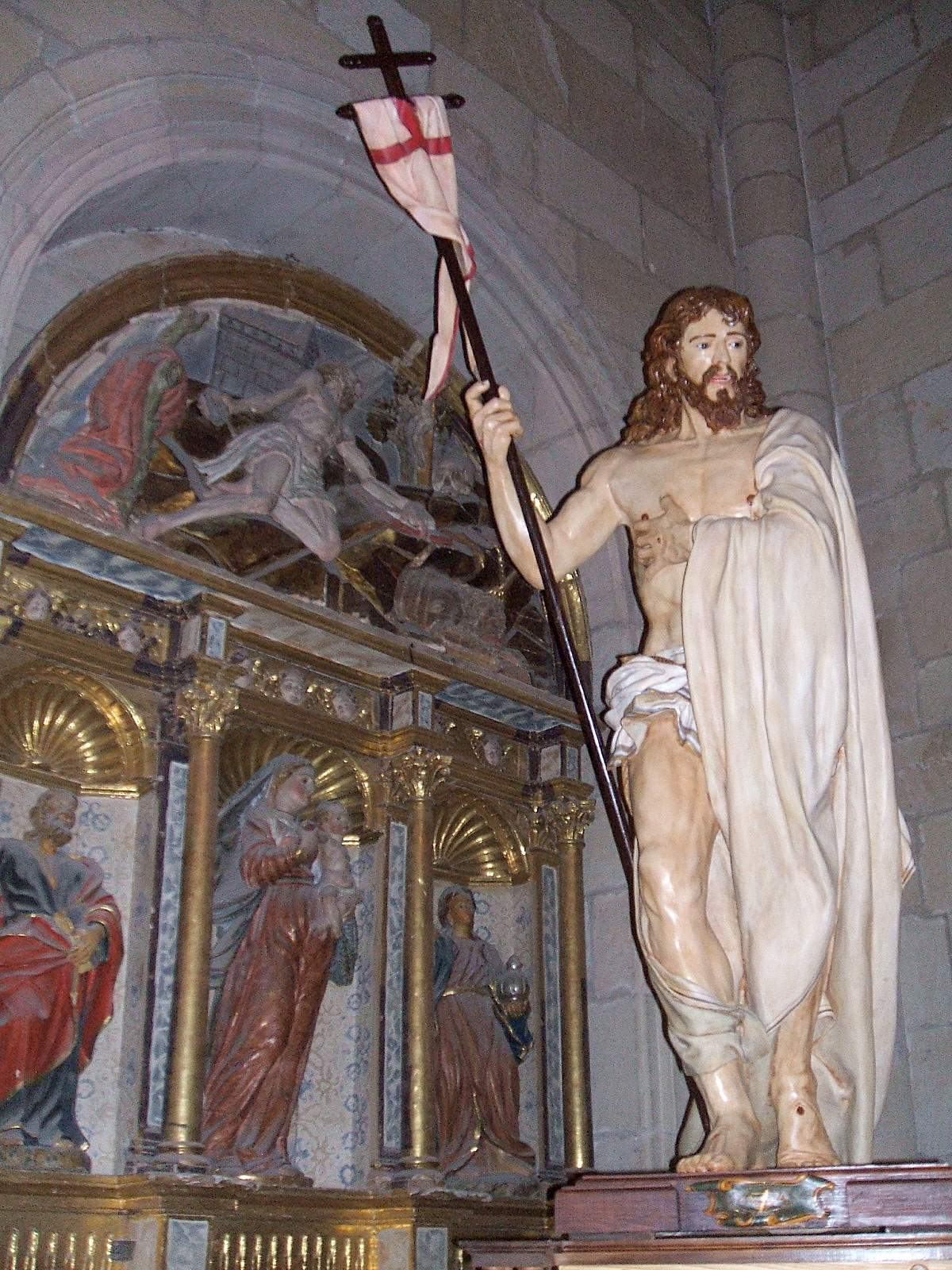
En primer término, el Cristo resucitado y detrás, el retablo de San Jerónimo

Esta capilla, inicialmente advocada de San Jerónimo, fue fundada por los Sotomayor. Se cubre con bóveda estrellada de ocho claves y se finalizó en 1591, año en el que se contrató al maestro Juan del Campo. En ella se puede observar el escudo de su fundador, don Jerónimo de Sotomayor, del linaje de Calatañazor.
En la actualidad su frente se encuentra ocupado por el retablo de Nuestra Señora de Guadalupe realizado en el primer tercio del siglo XVIII. Está conformado por un único cuerpo, predela, cuatro columnas estípites y se remata por un arco de medio punto. Realizado en madera dorada sobre fondo blanco, está profusamente decorado con festones, cabezas de ángeles y motivos florales, enmarcando una pintura de la Virgen de Guadalupe cubierta con manto azul estrellado y aureola. Sobre el sagrario se encuentra el busto relicario de San Saturio. Este retablo pudo pertenecer a alguna de las desaparecidas parroquias de la ciudad o se costeó por algún soriano que emigró a México.
En uno de los laterales de la capilla se puede contemplar aún el antiguo retablo de San Jerónimo, uno de los más antiguos de la concatedral. Este pequeño retablo de estilo romanista, se realizó en el siglo XVI.

### Capilla de Santa Catalina
Asimismo, cabe mencionar el retablo barroco, obra de Domingo Romero, dedicado a Santa Catalina que se encuentra en la capilla situada a la izquierda de la entrada sur. El retablo fue realizado a comienzos del siglo XVIII para acoger un notable lienzo, de inspiración napolitana, del siglo XVI. A sus pies, en la misma capilla se encuentra la urna del Santo Sepulcro, realizada en 1891 en Zaragoza, que custodia un Cristo yacente del siglo XVIII. Es sacado en procesión por la Cofradía del Santo Entierro de Cristo.

### Otros retablos y piezas de valor
En la sacristía se encuentra un magnífico tríptico flamenco, fechado en 1559 y procedente de San Nicolás, obra del último gran maestro de la Escuela de Brujas, Pierre Pourbus el Viejo. También destaca una tabla castellana del siglo XVI que representa la Presentación del Niño Jesús y un Cristo Románico.
En la Concatedral se custodia un Lignum Crucis muy particular por su magnitud y adorno proveniente de la parroquia de la Santa Cruz, agregada a la colegial en el año de 1779, no habiendo noticia alguna de quién lo dio en los papeles de la Iglesia. Se sabe que la reliquia de la Santa Cruz regresó a Soria en 1522, cuando el papa Adriano VI la requirió para venerarla devolviéndola al año siguiente. Esta es la mención más antigua de esta reliquia. En el año 1968 se realizó un paso para la Semana Santa que porta dicha reliquia y es sacado en procesión el Viernes Santo por la Cofradía del Santo Entierro de Cristo.

## El claustro

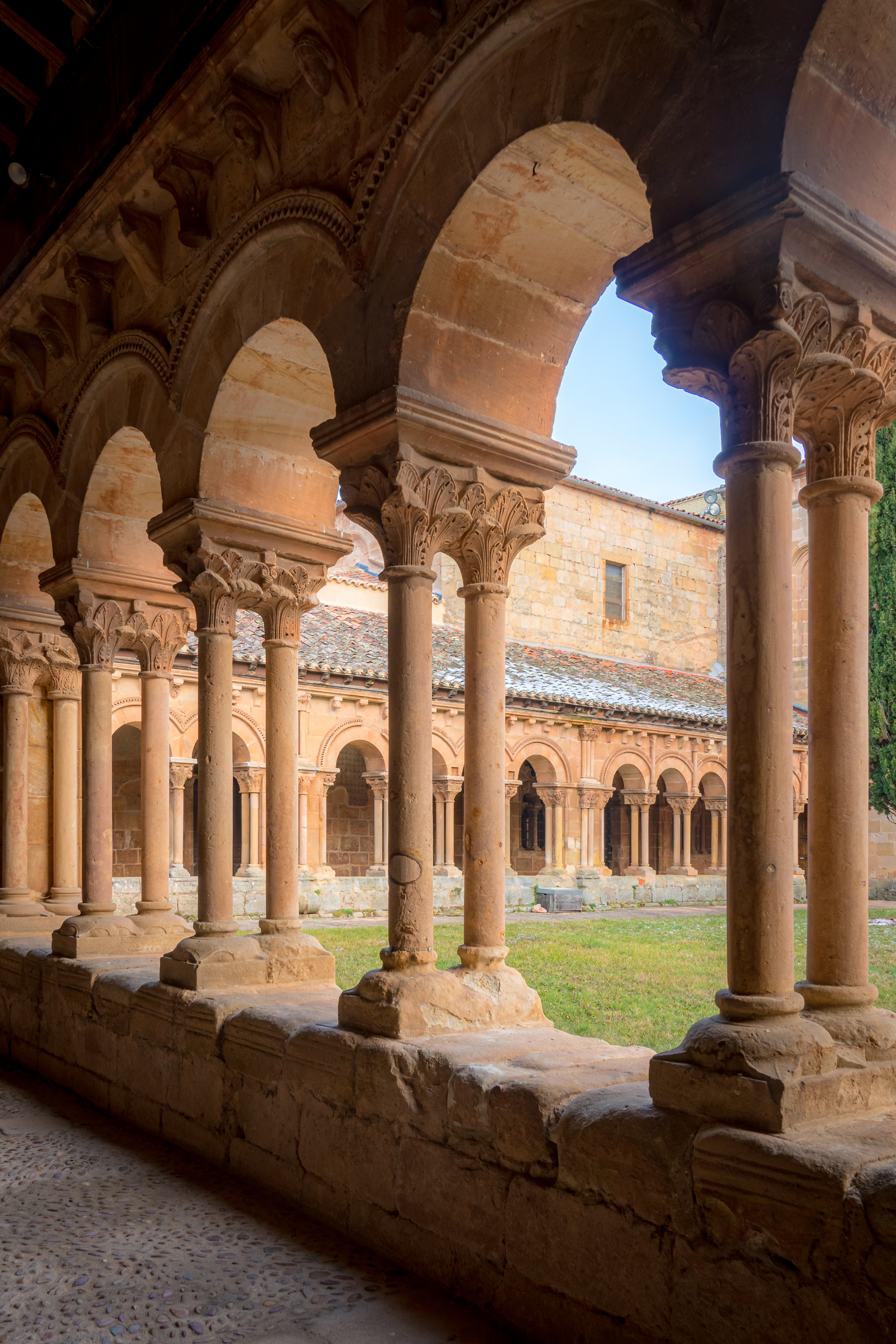
Ala oriental del claustro

Su construcción se inició por el ala oeste a mediados del siglo XII, continuándose por los lados norte y este. De la fecha de una inscripción funeraria que se encuentra en el muro oriental cabe deducir que el claustro estaba concluido en 1205, es decir, en los primeros años del siglo XIII.
Sobre un podio corrido se asienta una sucesión de basas de garras sobre las que descansan parejas de esbeltos fustes rematados por capiteles dobles que soportan a su vez los arcos de medio punto. Cada ala del claustro está dividida en varios tramos por elementos prismáticos a cuyas caras interior y exterior se adosan columnillas en dos órdenes superpuestos de gran originalidad. Hay una gran variedad de capiteles que ostentan diversos motivos decorativos, desde vegetales, palmetas y roleos, hasta sirenas, grifos, guerreros, además de escenas historiadas.

### Crujía este
Después de la mutilación, han quedado 24 metros de longitud distribuidos en tres tramos: dos de cuatro arcos y otro de cinco. Se separan por medio de pilares de sección rectangular. Los tramos de cuatro arcos, los adyacentes al ala norte son de la misma tipología que los de ésta y pudieran pertenecer a la misma época y artífice; no obstante, los arcos del tramo mayor, el más próximo a la iglesia, difieren de los demás por disponer de una columnillas encaramadas sobre sus ábacos y que, quebrando las chambranas por su punto de unión, se remontan hasta el alero rematadas por un pequeño capitel que sustituye al correspondiente modillón. La decoración de los capiteles es de palmetas, hojas de acanto, piñas, hojas de laurel, grifos, aves exóticas y dos con figuras humanas. Uno de los capiteles historiados representa al Rey Salomón, tocado con corona real, con un libro abierto que sujeta su mano izquierda y señalándolo con la derecha a la Reina de Saba con corona real. El otro capitel tiene una figura de un monje que recibe las ofrendas de los fieles. La mayor parte de los canecillos son sencillos, aparecen motivos vegetales, rollos dragones, liebres, cabezas humanas y ángeles.

### Crujía norte

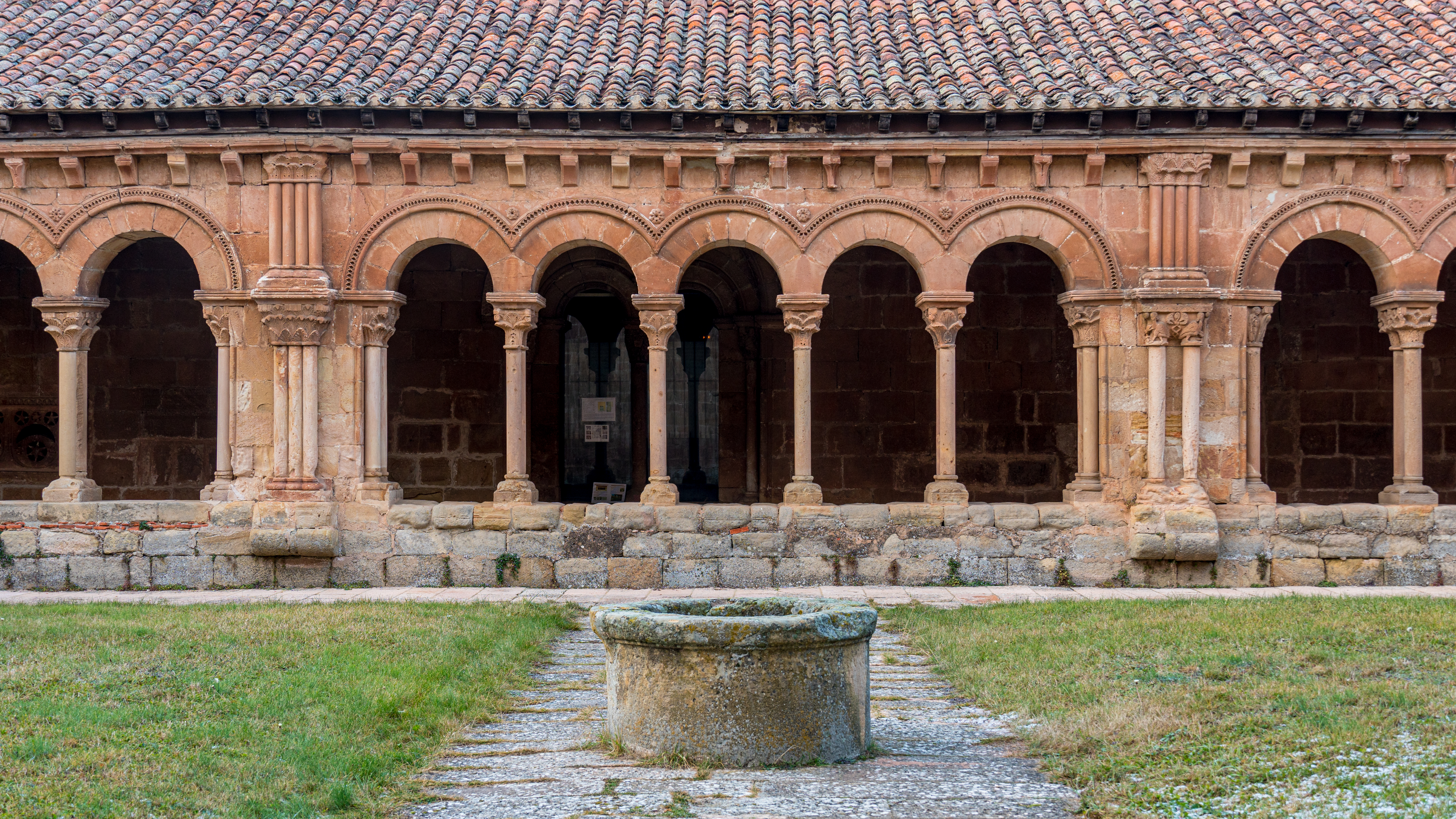
Claustro, crujías norte

Es la única crujía que se conserva completa. Tiene 30 metros de longitud divididos en tres tramos de cinco arcos cada uno separados por pilastras prismáticas. No son estas iguales, sino que la más occidental de ellas posee adosadas a sus caras exterior e interior un doble orden de columnillas en número de tres en la parte inferior y de cuatro en la superior. En la otra pilastra se reduce este número a dos en el orden inferior, como sudece en los demás lados. Los capiteles ofrecen formas vegetales, leones, centauros, mujeres desnudas, San Pedro y San Pablo, San Jorge, San José, la Anunciación, los Reyes Magos y otros motivos. Hay relieves relativos a la lujuria, la cacería de un ciervo y de la psicostasis (o peso de las almas). En este muro norte se abre la puerta de entrada del antiguo refectorio, con arco de medio punto cobijando arcos germinados con capiteles de diversa decoración y una pequeña hornacina con un arquito de cierre.

### Crujía oeste

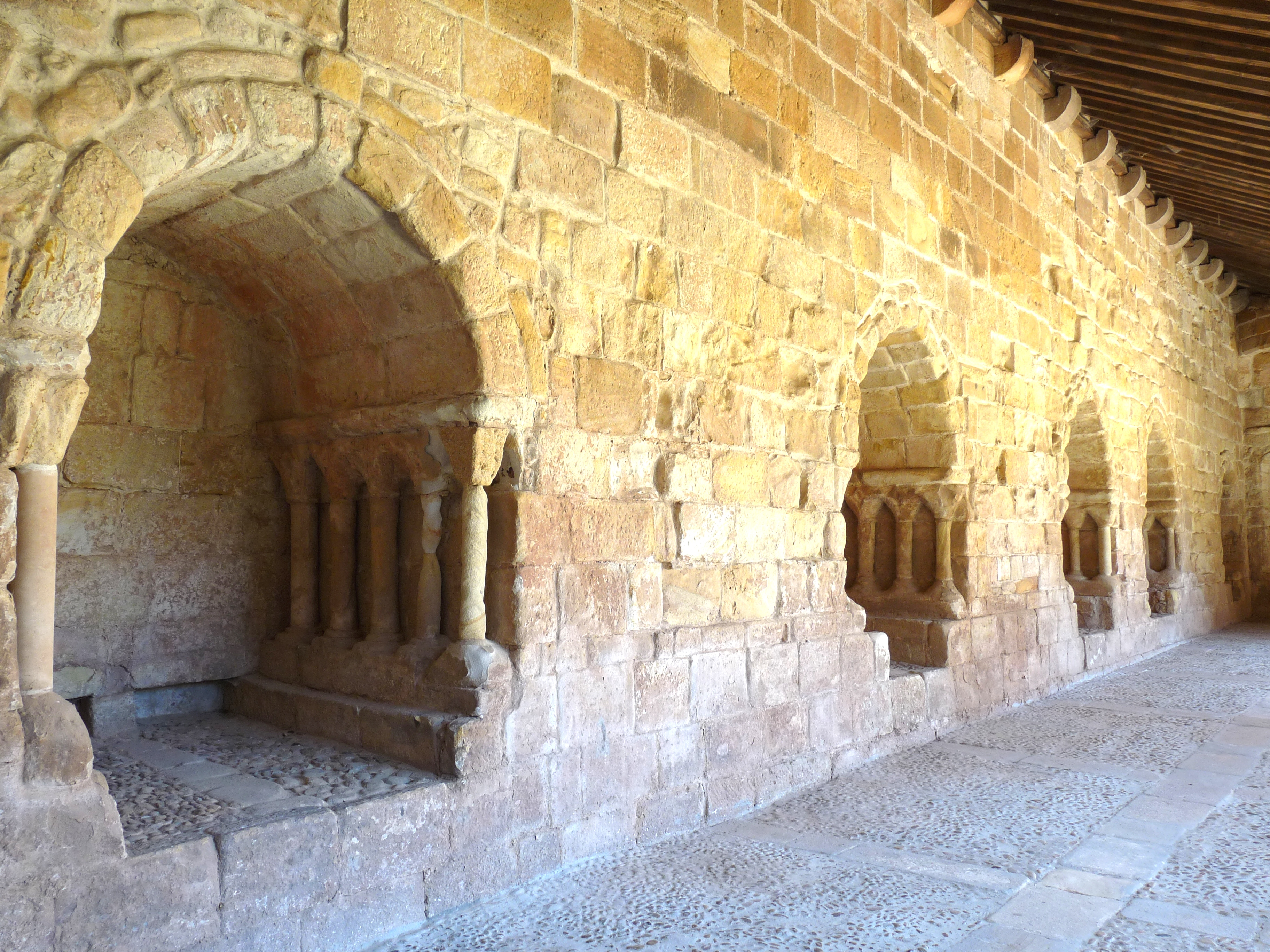
Arcosolios de la crujía oeste

Este lado, también cercenado como el Este, se compone hoy de tres tramos: dos de ellos de cinco arcos y el restante de arco y medio. Mide 23 metros aproximadamente y puede ser anterior en algunos años a las otras dos alas que parecen coetáneas entre sí. Los capiteles de las arquerías y de los pilares están decorados con hojas de acanto estriadas, palmetas, roleos y otros motivos vegetales, sirenas, grifos y escenas figuradas como la Anunciación y la Adoración de los Magos. También se pueden apreciar numerosas marcas de cantero.

### Restos pictóricos
A lo largo del claustro aparecen ciertos rastros pictóricos. Hacia 1920 Mélida apreciaba «verdaderos retablos» pintados a lo largo de toda la crujía septentrional que representaban un Cristo mayestático, la Anunciación y dos ángeles elevando un alma junto a ciertos escudos heráldicos; en la oriental la existencia de una Adoración de los Magos. Para el autor, las pinturas murales databan del siglo XIV. En la actualidad solo se conservan ciertos vestigios entre las dos portadas de la galería oriental, con cenefas vegetales, una especie de peltas (escudo ligero usado por los antiguos soldados griegos), simulación de veteados en madera y una deteriorada escena figurada con dos donantes y un santo frente a un ángel y la Virgen con el Niño. Por encima aparecen dos escudos con parejas de llaves, dos con soles radiantes y otro más decorado con las armas de Castilla y León. Su aspecto permite sugerir una datación avanzada dentro ya del siglo XV.

## Museo Diocesano-Catedralicio
Situado en el antiguo refectorio del monasterio de los agustinos se sitúa el Museo Diocesano de la Concatedral de San Pedro. Se abre hacia su mitad por portada de arco geminado con parteluz central, descargado por arco de medio punto en cuyo tímpano se abre una pequeña hornacina que hasta no hace mucho tiempo cobijaba una talla medieval de la Virgen. Otra puerta más oriental, se abre con arcos de medio punto de sencillas arquivoltas baquetonadas, de las que la intermedia carga sobre columnas y las extremas sobre jambas. Llama la atención y es motivo de curiosidad la ventana triple, anteriormente descrita, que se encuentra situada en el lienzo exterior del refectorio.
En su interior encontramos numerosos y valiosos fondos: tapices, capiteles, cantorales del Burgo de Osma, imágenes flamencas y renacentistas, un tríptico flamenco de la catedral... Se custodian también un Cristo tardorrománico en madera policromada del siglo XIII ligeramente ladeado que posee perizonium con nudo central que llega hasta las rodillas y dos gruesos mechones de cabello a ambos lados, y dos Vírgenes góticas sedentes con el Niño de inicios del siglo XIV procedentes de la parroquia del Espino. Desde el exterior del claustro se trasladaron hasta el museo dos pilas bautismales románicas. Una presenta perfil cilíndrico y se decora con dos registros de arquitos de medio punto, el inferior con jambaje avanzado. La otra procede de la desaparecida parroquia de San Prudencio; tiene perfil troncocónico invertido con registro superior romboidal e inferior de entrecruzados arcos de medio punto. Así mismo, destacan unas piezas de alfarje policromadas, del siglo XIII, más conocidas como «Las tablas de Almarail» de la localidad del mismo nombre.
Conserva el archivo de la insigne Concatedral de Soria un manuscrito en el que se copian hasta un total de ochenta y cuatro documentos numerados que abarcan desde 1148 a 1715. Posteriormente se le añadieron otros, que cronológicamente llegan hasta 1832. El grueso del manuscrito, del último tercio del siglo XVIII y de grafía uniforme, carece de firma porque es imposible saber quién fue el encargado de la transcripción paleográfica de los mismos. Los documentos pertenecen a reyes, eclesiásticos, municipios y particulares.

## Últimas intervenciones y restauraciones
Con motivo de la celebración de la exposición Las Edades del Hombre en la concatedral de San Pedro, en 2009, se llevaron a cabo una serie de obras y restauraciones en la concatedral y su entorno.
Recientemente se han terminado las obras de saneamiento del claustro. Sigue sin reparar la cubierta de la parte correspondiente a las galerías del claustro. Se ha colocado un remate (alero) para evitar las salpicaduras del agua de lluvia en las arquerías. Se ha saneado el perímetro del patio del claustro mediante un mecanismo de drenaje para bajar y desecar el nivel freático que hace que el podio de las pandas aparezca con humedad casi permanente. También se han restaurado y acondicionado las ruinas cercanas al claustro pertenecientes a la antigua colegiata.
En 2007] se restauró el retablo de San Nicolás proveniente de la iglesia del Convento de Santa Clara. La inversión fue aportada por la entidad financiera Caja Duero por valor de 44 000 euros. Se decidió junto con las partes implicadas que se mantendría la traza actual, y no la que tenía cuando éste estaba ubicado en el antiguo Convento de Santa Clara. La intervención fue integral: se limpió todo el conjunto y se consolidó la madera de las piezas que habían sufrido el ataque de la carcoma; se reforzaron los sistemas de anclaje, y se insertaron elementos metálicos. Había piezas desencajadas que se reubicaron y se repusieron las desaparecidas.
Desde el mes de noviembre de 2008 la Concatedral de San Pedro permaneció cerrada al público y todos los oficios religiosos se trasladaron a la capilla del Sagrado Corazón de Jesús, para acometer la restauración integral con motivo de la exposición de las Edades del Hombre. Los trabajos se centraron en dos fases: la primera, e imprescindible para la siguiente es el acondicionamiento del templo con la limpieza de las bóvedas de crucería y la restauración del retablo Mayor (siglo XVI) y el retablo de San Miguel o de los Santos Arcángeles (siglo XVIII), así como la limpieza de las fachadas exteriores; la segunda se centra en las obras para adecuar el espacio expositivo de 'Paisaje interior'.